# Parker Tuomie
Parker Tuomie (* 31. Oktober 1995 in Haßfurt) ist ein US-amerikanisch-deutscher Eishockeyspieler, der seit Juli 2024 bei den Kölner Haien aus der Deutschen Eishockey Liga (DEL) unter Vertrag gestanden und dort auf der Position des rechten Flügelstürmers gespielt hat. Zuvor war Tuomie bereits für die Eisbären Berlin, mit denen er im Jahr 2021 die Deutsche Meisterschaft gewann, und Straubing Tigers in der DEL aktiv.

## Karriere

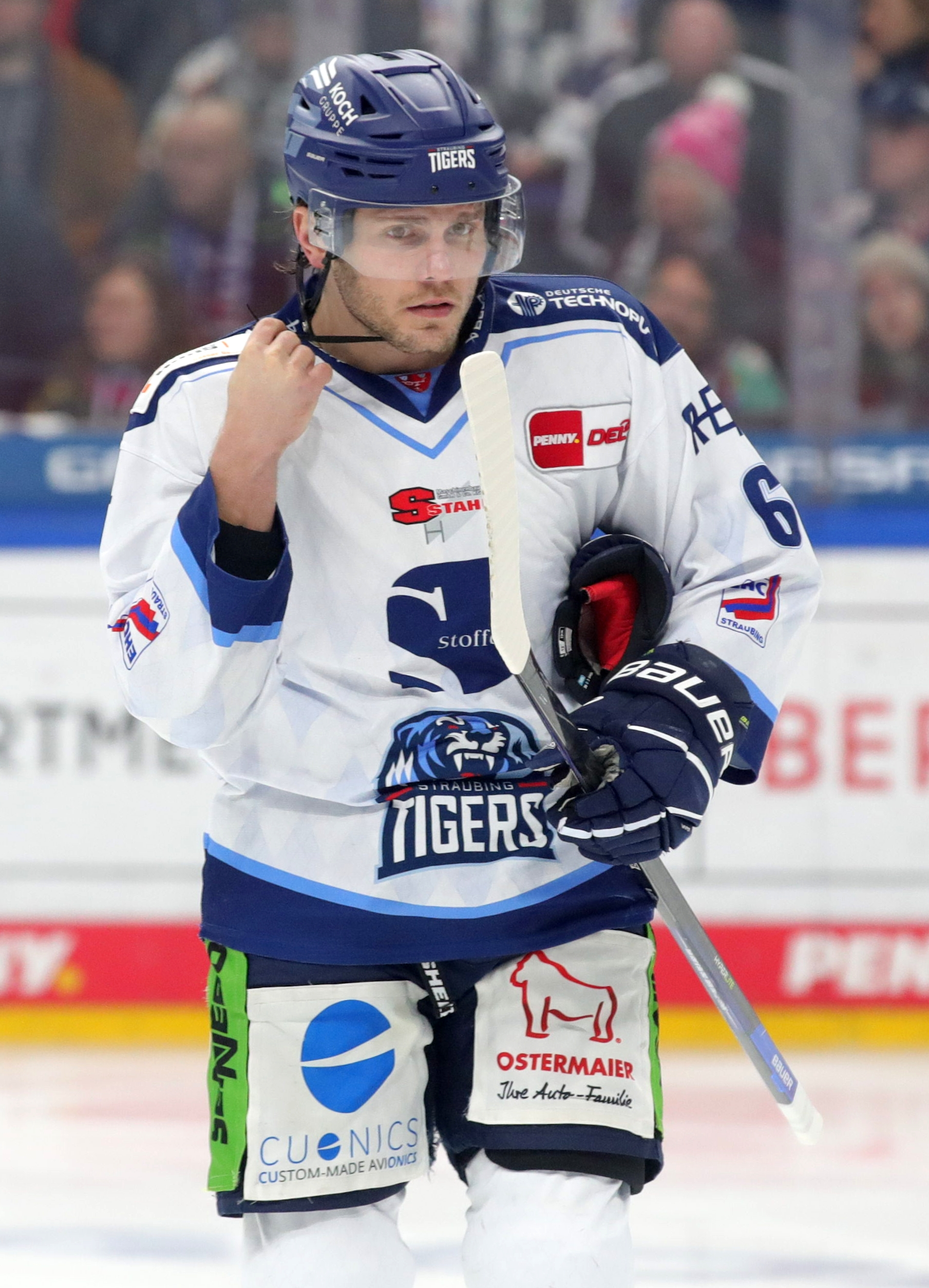
Tuomie im Trikot der Straubing Tigers (2022)

Tuomie kam in Haßfurt zur Welt, nachdem sein Vater Tray im Sommer 1991 aus den Vereinigten Staaten nach Deutschland gekommen und dort für den ERC Haßfurt aktiv gewesen war. Im Juniorenbereich spielte Parker Tuomie in der Saison 2009/10 in der Schüler-Bundesliga für die Eisbären Juniors Berlin; im folgenden Spieljahr in derselben Spielklasse für den U16-Nachwuchs der Düsseldorfer EG. Ebenso debütierte er in dieser Spielzeit in der U18-Mannschaft, die in der Deutschen Nachwuchsliga (DNL) am Spielbetrieb teilnahm. In der Saison 2011/12 gehörte der Flügelstürmer zum Stammkader der DNL-Mannschaft. Zum Spieljahr 2012/13 wechselte er in den Nachwuchs der Adler Mannheim. In seinem zweiten kompletten DNL-Jahr feierte er mit den Jungadlern den Meistertitel der höchsten deutschen Nachwuchsliga, woran er als Topscorer und Spieler des Jahres maßgeblichen Anteil hatte.
Nachdem Tuomie im Sommer 2013 sowohl im Draft der US-amerikanischen Juniorenligen North American Hockey League (NAHL) und United States Hockey League (USHL) ausgewählt worden war, wechselte der Angreifer noch vor der Saison 2013/14 ins Geburtsland seines Vaters. Er spielte zunächst eine Saison bei den Wenatchee Wild in der NAHL, wo er ins First All-Rookie Team der Liga gewählt wurde. Im Sommer 2014 sagte der Deutsch-Amerikaner dann der Minnesota State University, Mankato zu, um dort ab dem Sommer 2016 sein Studium aufzunehmen. Zunächst verbrachte er allerdings zwei Jahre in der USHL. Dort lief er für die Sioux Falls Stampede auf und gewann mit dem Team in seiner Rookiesaison den Clark Cup, die Meisterschaftstrophäe der USHL. Das zweite Jahr schloss Tuomie mit der Wahl ins Third All-Star Team der Liga ab und wechselte anschließend an die Minnesota State University. Neben seinem Studium spielte er parallel für die Universitätsmannschaft in der Western Collegiate Hockey Association (WCHA), einer Division im Spielbetrieb der National Collegiate Athletic Association (NCAA). Tuomie steigerte sich von seinem ersten Jahr mit 18 Scorerpunkten über 37 auf 40. Im Frühjahr 2019 gewann der Stürmer mit dem Team als Meister der WCHA die Broadmoor Trophy. Zudem wurde er ins Second All-Star Team der Division berufen. Im Spieljahr 2019/20 konnte der in Deutschland geborene Stürmer 37 Scorerpunkte erzielen, außerdem schaffte es Tuomie in seinem letzten Jahr an der Universität erneut ins WCHA Second All-Star Team gewählt zu werden.
Im Juni 2020 kehrte der Offensivspieler nach sieben Jahren wieder nach Deutschland zurück, wo er einen Vertrag bei den Eisbären Berlin aus der Deutschen Eishockey Liga (DEL) erhielt. Mit den Eisbären wurde er am Ende der Saison 2020/21 Deutscher Meister. Nach einem positiven Dopingtest wurde Tuomie im Juni 2021 für drei Monate gesperrt. Im November 2021 wurde Tuomie gegen Marco Baßler von den Straubing Tigers eingetauscht. Beim Team aus Niederbayern verbrachte Tuomie die Saison 2021/22 sowie die beiden folgenden Spielzeiten, ehe er den Verein nach der Saison 2023/24 verließ und sich dem Ligakonkurrenten Kölner Haie anschloss.

### International

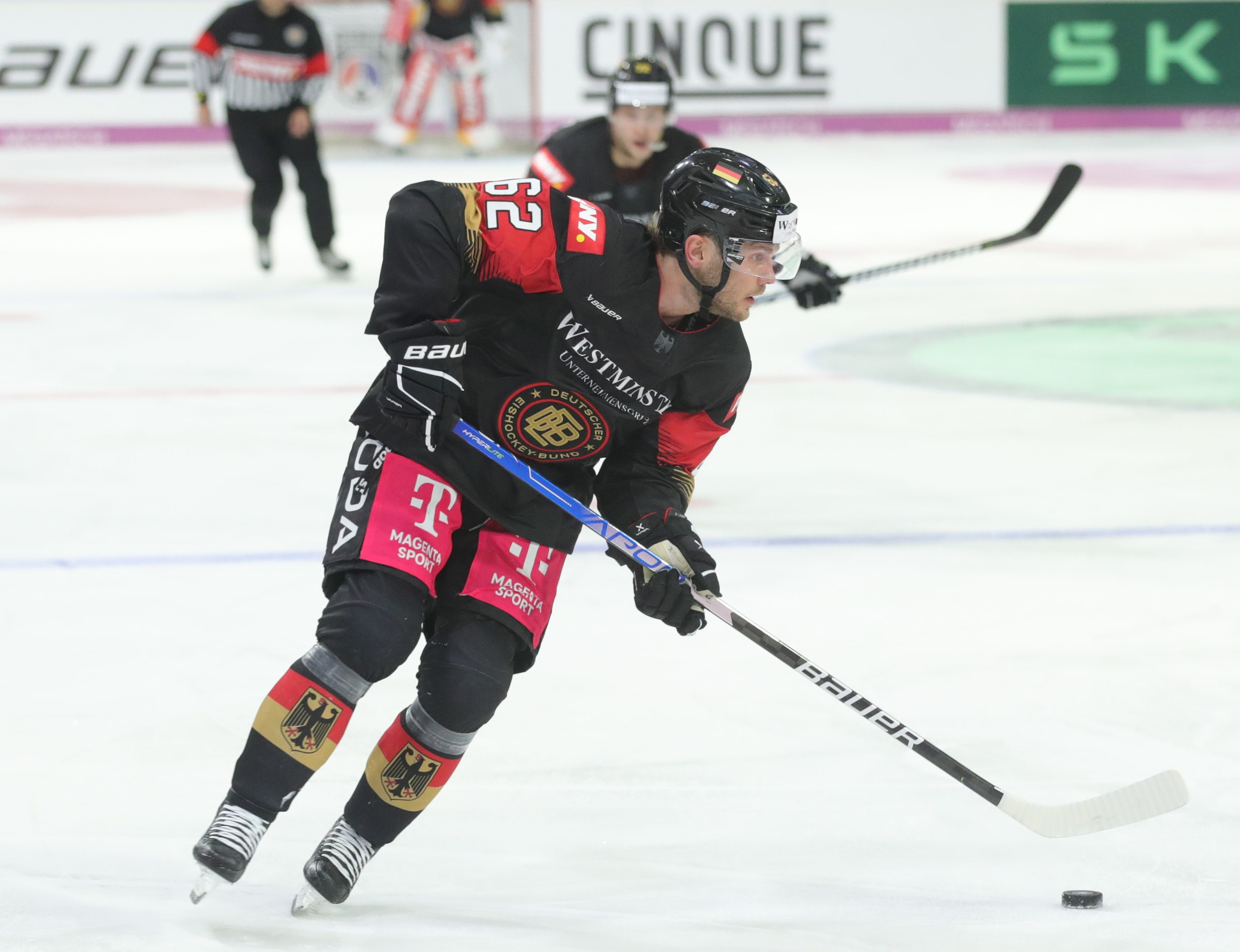
Tuomie bei einem Länderspiel der deutschen Nationalmannschaft (2023)

Mit den Junioren-Nationalmannschaften des Deutschen Eishockey-Bundes spielte Tuomie ab dem Jahr 2012 unter anderem bei der World U-17 Hockey Challenge 2012, der U18-Junioren-Weltmeisterschaft 2013 sowie den U20-Junioren-Weltmeisterschaften 2014 und 2015. Dabei erzielte er im Rahmen der internationalen Turniere in 22 Einsätzen insgesamt sechs Scorerpunkte.
Für die A-Nationalmannschaft debütierte der Stürmer im Rahmen der Euro Hockey Challenge 2019 in der Vorbereitung auf die Weltmeisterschaft 2019. An der Weltmeisterschaft selbst nahm Tuomie jedoch nicht teil, bestritt im folgenden Jahr aber den Deutschland Cup 2020. Erst bei der Weltmeisterschaft 2023 nahm Tuomie an seinen ersten Welttitelkämpfen teil, bei denen er mit der Nationalmannschaft die Silbermedaille gewann. Im Jahr 2024 folgte eine erneute Teilnahme des Stürmers.

## Erfolge und Auszeichnungen
| - 2013 DNL-Meister mit den Jungadler Mannheim - 2013 Topscorer der DNL - 2013 DNL-Spieler des Jahres - 2014 NAHL First All-Rookie Team - 2015 Clark-Cup-Gewinn mit den Sioux Falls Stampede - 2016 USHL Third All-Star Team | - 2019 Broadmoor-Trophy-Gewinn mit der Minnesota State University, Mankato - 2019 WCHA Second All-Star Team - 2020 WCHA Second All-Star Team - 2021 Deutscher Meister mit den Eisbären Berlin - 2025 Deutscher Vizemeister mit den Kölner Haien |

### International
- 2023 Silbermedaille bei der Weltmeisterschaft

## Karrierestatistik

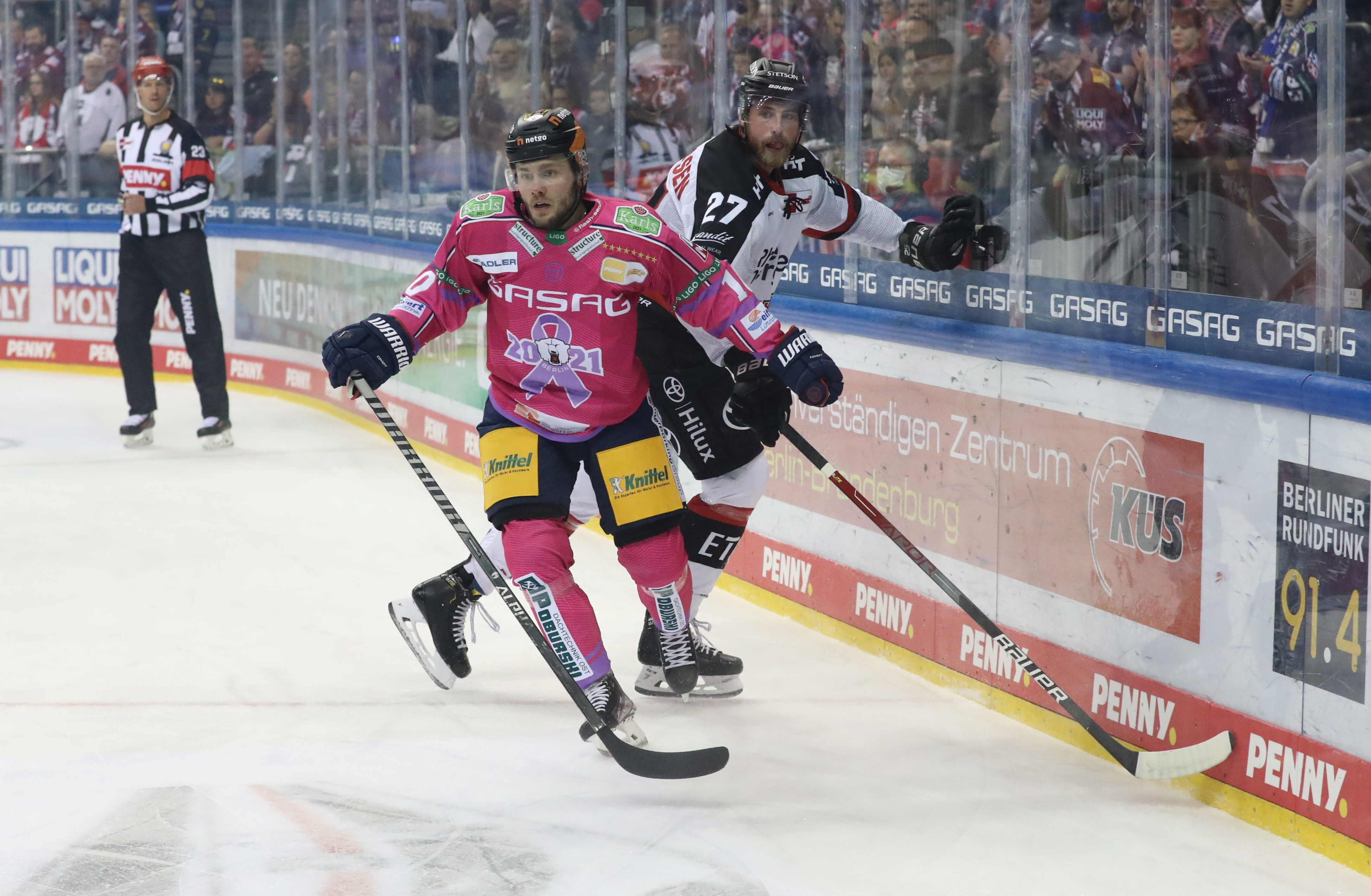
Tuomie (vorne) als Spieler der Eisbären Berlin (2021)

Stand: Ende der Saison 2024/25

### International
Vertrat Deutschland bei:
| - World U-17 Hockey Challenge 2012 - U18-Junioren-Weltmeisterschaft 2013 - U20-Junioren-Weltmeisterschaft 2014 | - U20-Junioren-Weltmeisterschaft 2015 - Weltmeisterschaft 2023 - Weltmeisterschaft 2024 |

(Legende zur Spielerstatistik: Sp oder GP = absolvierte Spiele; T oder G = erzielte Tore; V oder A = erzielte Assists; Pkt oder Pts = erzielte Scorerpunkte; SM oder PIM = erhaltene Strafminuten; +/− = Plus/Minus-Bilanz; PP = erzielte Überzahltore; SH = erzielte Unterzahltore; GW = erzielte Siegtore; 1 Play-downs/Relegation; Kursiv: Statistik nicht vollständig)